# Saran Loiret Handball
Saran Loiret Handball este un club francez de handbal din Saran, o așezare din suburbiile de nord-vest ale orașului Orléans, departamentul Loiret, regiunea Centre-Val de Loire. Se află în același oraș cu clubul de handbal feminin CJF Fleury Loiret Handball.
Înființat în 1974 ca secțiune de handbal a Clubului Omnisport al Uniunii Sportive Municipale din Saran, clubul a devenit Saran Loiret Handball în 2016, anul aderării sale la elita franceză. Echipa de rezervă joacă în National 2.